# Deák család (köpeczi)
A köpeczi Deák család egy erdélyi nemesi család.

## A család története
A család eredeti fészke Bölön és Köpec az Erdővidéken Háromszékben, jelenleg Marosszéken található. Hajdani neve "Bocz", utóbb "Litterati", és ebből "Deák" lett. Nemeslevelét Bethlen Gábor erdélyi fejedelemtől szerezte meg a család őse Gyulafehérváron 1615. július 10.-én, amelyet 1616. július 21.-én Sepsiszentgyörgyön hirdették ki. Címeres levelet azonban Mária Terézia magyar királynő által 1766-ban nemes Litterati György nevére megújította. A Deák nevezetet már György viselte 1616-ban, ki előbb még "nobilis Georgius Litterati de Kőepecz" név alatt volt ismer. Az ő fia, köpeczi Deák Mihály már Marosszékbe telepedett, hol ivadéka Szentmiklóson, Ilencfalván, Somordon élt, és ez utóbbi helyen birtokolt is, nagyobbára gazda életet folytatva.
Köpeczi Deák József (1829–1910), marosvásárhelyi tanár és református egyház-kerületi pénztárnok feleségül vette a nemesi gyarmathi Veres Zsuzsanna (1829–1910) kisasszonyt, akitől születettek fiai dr. Deák Albert,ügyvéd és dr. Deák Sándor, orvos valamint lánya Deák Margit (1872–1910), akinek a férje dr. Ziegler Károly (1872–1938) erdélyi magyar orvos, orvosi szakíró, prózaíró, fordító.
Dr. Deák Albert (1863–924) jogi pályát választott magának; ügyvéd lett, később magyar királyi kormányfőtanácsosi cimet szerzett, és a kolozsvári ügyvédi kamarának az elnökeként szolgált. Kolozsvár szabad királyi város tiszteletbeli főügyésze, valamint az Erdélyi Református Egyházkerületi jogtanácsosa, valamint az Erdélyi Irodalmi Társaságnak a tagja is volt. Deák Albert feleségül vette Fischer Irmát, aki több gyermekkel áldotta: köpeczi Deák Éva, akinek a férje dr. nagybócsai Sárközy Jenő, dr. köpeczi Deák György, köpeczi Deák Zsófia, köpeczi Deák Lilli, valamint köpeczi Deák Margit, akinek a férje dr. nagyenyedi Jeney István volt.